# ウクライナ・バロック

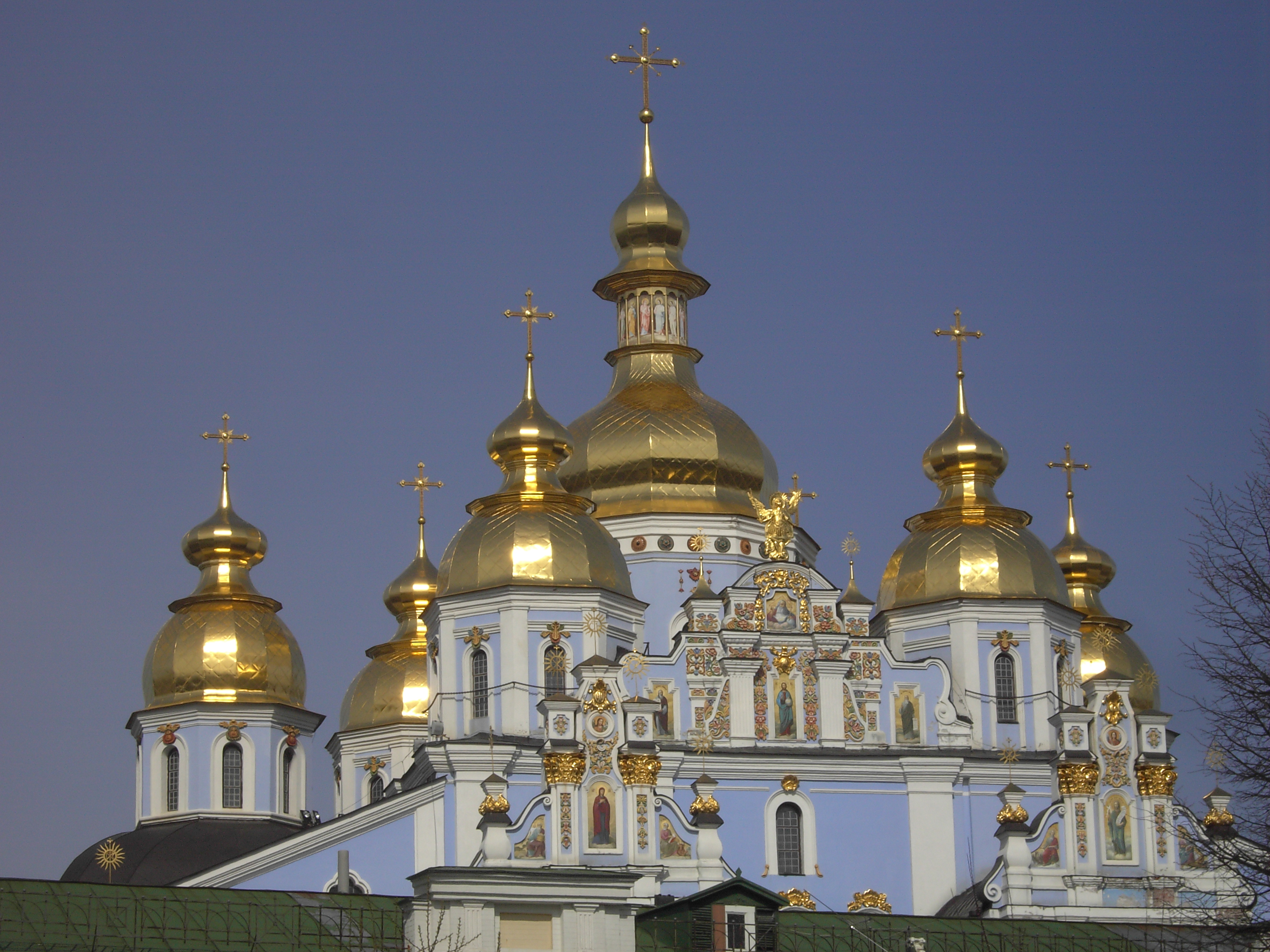
聖ムィハイール黄金ドーム修道院のウクライナ・バロック建築

ウクライナ・バロック（ウクライナ語: Українське бароко、ウクライィーンスィケ・バローコ）は、18世紀のウクライナで発展したバロック様式である。コサックによるヘーチマン国家を中心に栄えたため、コサック・バロックとも呼ばれる。また、ヘーチマンイヴァン・マゼーパの文化振興にちなみ、マゼーパ様式とも称される。

## 歴史
ウクライナは、長らくポーランド王国の影響下にあり、正教国家でありながらカトリックの西ヨーロッパの文化的影響を強く受けた。17世紀、コサックはヘーチマン国家を形成し、ポーランドやロシア（モスクワ大公国）から独立した独自の文化を育んだ。歴代ヘーチマン、特にイヴァン・マゼーパは、文化振興に力を注ぎ、独自のバロック様式を生み出した。
18世紀、ガリシアで活躍した彫刻家ヨハン・ピンゼルは、ウクライナ・バロックの彫刻を代表する人物であり、ルーブル美術館での展覧会（2012年）で国際的に評価された。

## 建築

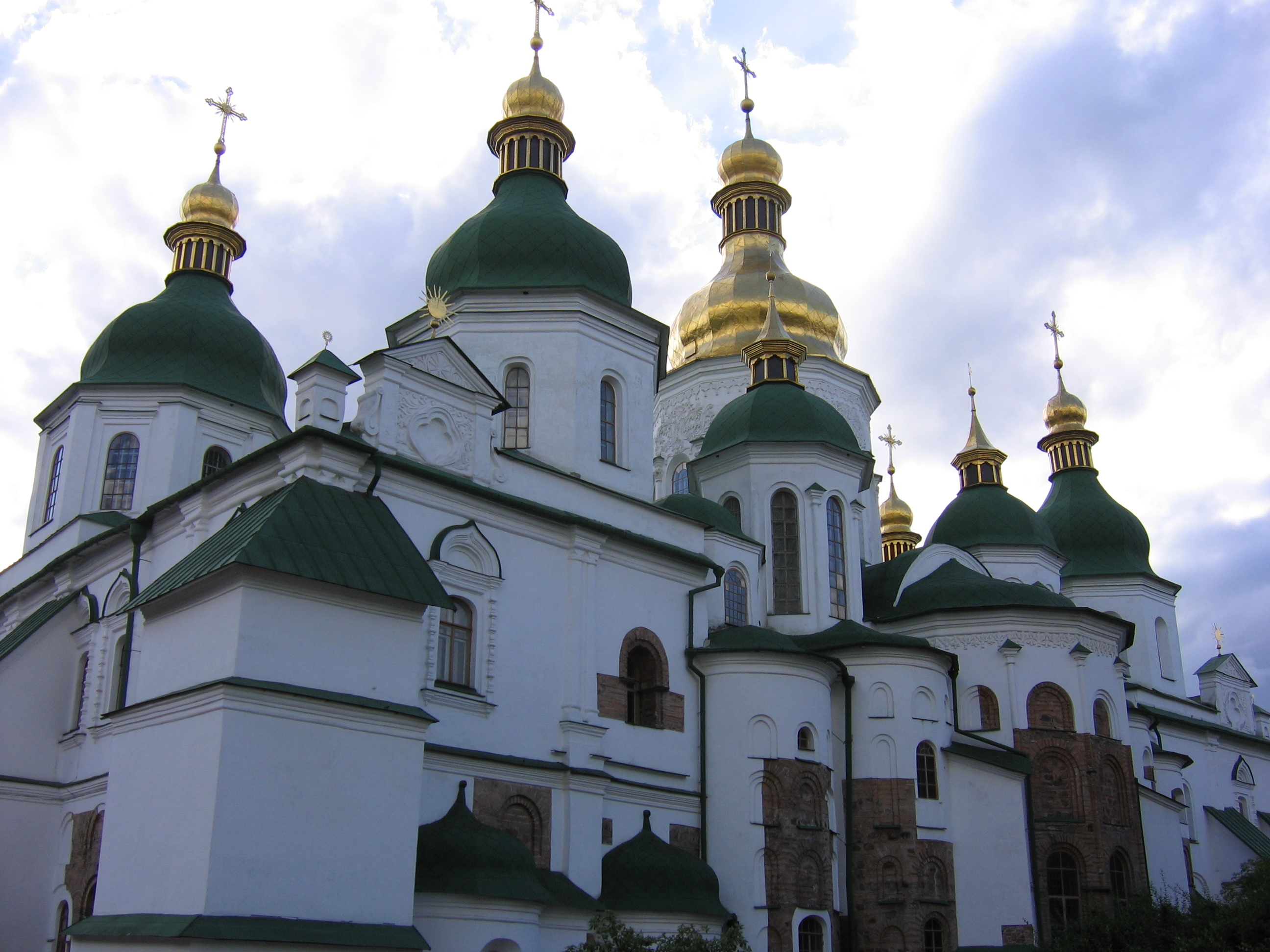
聖ソフィア大聖堂のバロック装飾

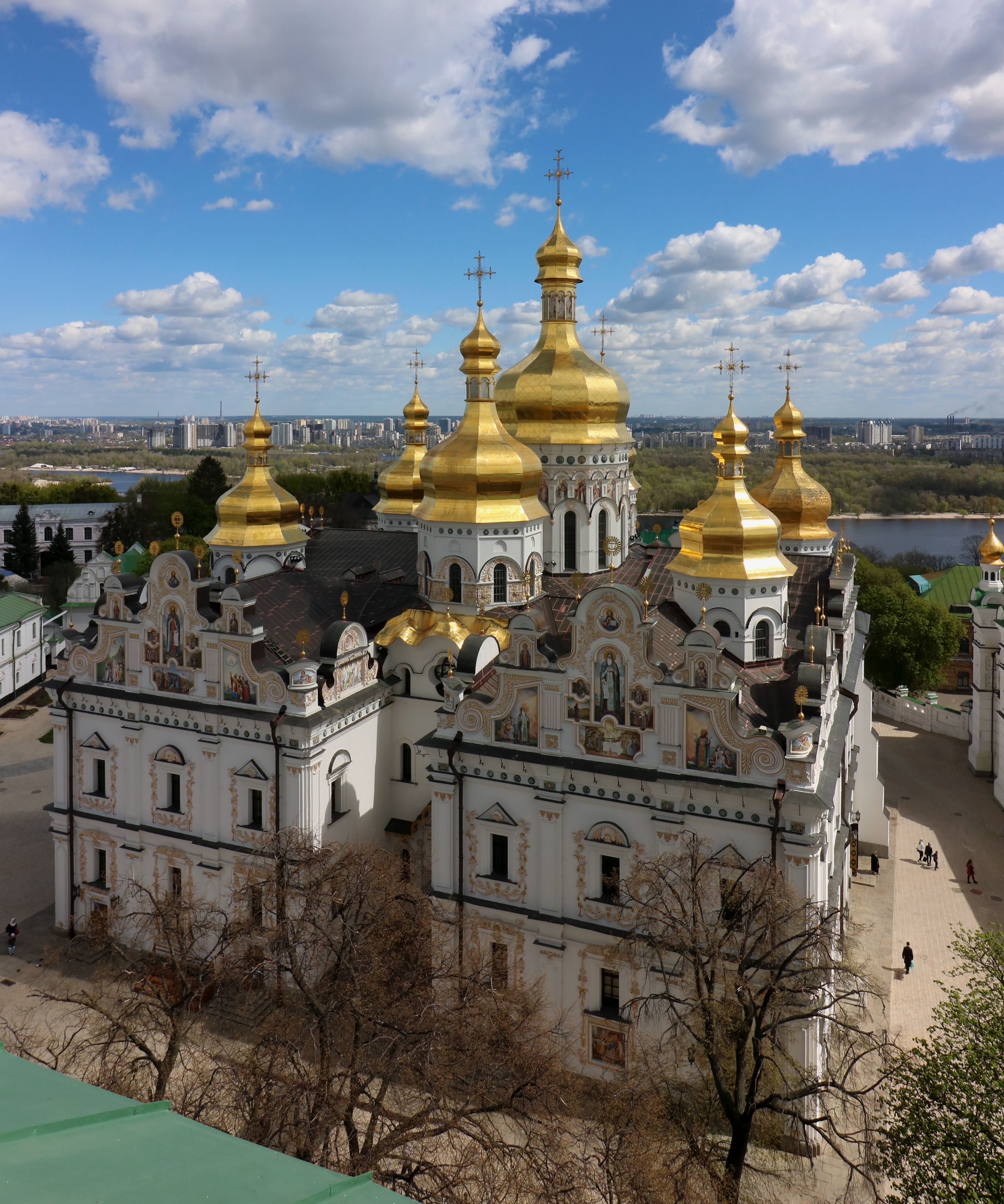
キーウ洞窟大修道院の生神女就寝大聖堂

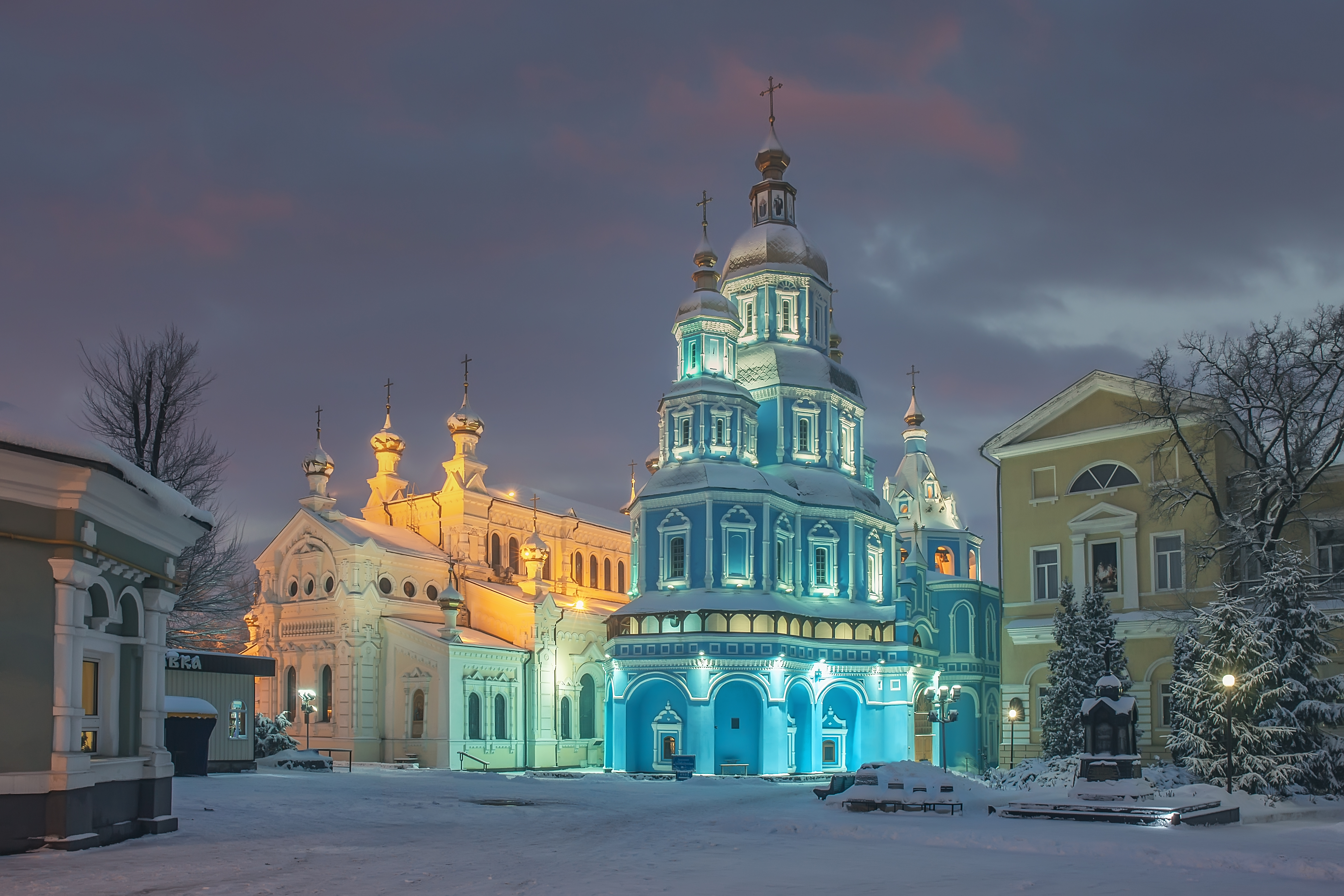
ポクロフスキー大聖堂のウクライナ・バロック様式

ウクライナ・バロック建築は、西ヨーロッパのバロックに比べ、控えめな装飾と簡素なフォルムが特徴である。ウクライナの伝統的な木造三分割式聖堂の構造を石造で再現し、軽快で調和のとれた外観を持つ。戦災で多くが失われたが、以下のような建築が現存する：
- キーウ
  - 聖ソフィア大聖堂 - バロック期の改修で特徴的な装飾が加えられた[3]。
  - 聖ムィハイール黄金ドーム修道院 - 金色のドームと優美な外観[1]。
  - 三位一体大門教会 - キーウ洞窟大修道院のバロック壁画が特徴[3]。
  - 聖ムィコラーイ軍事大聖堂 - 軍事聖堂としての歴史的意義[6]。
  - ヴィードゥブィチ修道院 - キーウの歴史的修道院[1]。
- ハルキウ
  - ポクロフスキー大聖堂 - 1689年竣工、木造建築の影響を受けた三塔構造[5]。
- ポルタヴァ州
  - 救世主顕栄教会 (ヴェルィーキ・ソローチンツィ) - コサック・バロックの典型例[3]。

## 芸術
ウクライナ・バロックの絵画は、三位一体大門教会の壁画に代表される。宗教的テーマに象徴主義やアレゴリーを織り交ぜ、鮮やかな色彩と動的な構図が特徴である。版画芸術も急成長し、紋章学の記号や壮麗な装飾を用いた複雑な体系が発展した。これらの作品は、ヘーチマン国家の文化的アイデンティティを強化した。

## 影響と遺産
ウクライナ・バロックは、ロシアのナルィーシュキン・バロックに大きな影響を与えた。その装飾技法や建築様式は、モスクワの教会建築に取り入れられた。また、1927年から1932年のキーウ旅客駅の建て替えでは、ウクライナ・バロックと構成主義の要素が融合したデザインが採用された。現代でも、ウクライナの文化的アイデンティティの象徴として、建築や芸術作品が保存・研究されている。

## 関連文献
- 伊東一郎「ゴーゴリ - ウクライナ・バロック - 民衆文化 (M・バフチン『ラブレーとゴーゴリ』に寄せて)」『早稲田大学大学院文学研究科紀要. 文学・芸術学編』第39巻、早稲田大学大学院文学研究科、1993年、79-92頁、ISSN 09148493、2024年3月3日閲覧。
- Dr. Myroslav Shkandrij (2018) (英語). Ukraine and Europe: Cultural Encounters and Negotiations. University of Toronto Press. ISBN 978-1487500900 2025年5月4日閲覧。